# Ben Bernanke
Ben Bernanke (født 13. december 1953) er en amerikansk økonom. Han har i sin karriere både været embedsmand og forsker på absolut højeste niveau. Fra 1. februar 2006 til 31. januar 2014 var han direktør for den amerikanske centralbank Federal Reserve (Fed). I 2022 modtog han sammen med Douglas Diamond og Philip Dybvig Nobelprisen i økonomi for forskning i bankers adfærd og finanskriser.

## Karriere
Bernanke fik sin universitetsuddannelse på Harvard University og sin ph.d. fra Massachusetts Institute of Technology. Herefter har han undervist på bl.a. Stanford University og London School of Economics samt været professor på Princeton University. Han var fra august 2002 til juni 2005 menigt medlem af bestyrelsen for den amerikanske centralbank, og blev derefter formand for Rådet af Økonomiske Rådgivere under George W. Bush. I oktober 2005 nominerede præsident Bush ham som efterfølger for centralbankdirektør Alan Greenspan, der var på vej på pension, og 1. februar 2006 efterfulgte Bernanke ham. Bernanke var således direktør for Fed under finanskrisen. Efter otte år på posten blev han ved udgangen af januar 2014 afløst af sin vicedirektør Janet Yellen.
Efter sin tilbagetræden som centralbankdirektør er Bernanke blevet tilknyttet den amerikanske tænketank Brookings Institute som medarbejder med titlen "Distinguished Fellow in Residence". I marts 2015 startede han i denne egenskab en offentlig blog for fremover frit at kommentere økonomiske og finansielle forhold. Det første indlæg (ud over en opstarts-meddelelse) handlede om årsager til det lave amerikanske renteniveau.

## Forskning
Bernanke er især kendt for sine studier i 1980'erne af Depressionen i USA i 1930'erne. Blandt andet påviste han, hvordan talrige bankstormløb i årtiet var med til at forværre og forlænge krisen. Bankstormløbene medførte, at banker gik fallit, og dermed gik der værdifuld information tabt om deres kunder, hvorved samfundets evne til at kanalisere den private opsparing ind i produktive investeringer blev kraftigt forringet.